# Leinatal
Leinatal település Németországban, azon belül Türingiában. Lakosainak száma 3582 fő (2017. december 31.). Leinatal Waltershausen, Friedrichroda, Georgenthal, Herrenhof, Hohenkirchen, Emleben, Gotha és Hörsel községekkel határos.

## Népesség
A település népességének változása:

| 2014 | 3 704 |
| 2017 | 3 582 |